# Hier, aujourd'hui et demain
Ne doit pas être confondu avec Hier, aujourd'hui, demain.
Pour plus de détails, voir Fiche technique et Distribution.
Hier, aujourd'hui et demain (Ieri, oggi, domani) est un film franco-italien réalisé par Vittorio De Sica, sorti en 1963. 
Il a obtenu l'Oscar du meilleur film en langue étrangère en 1965.

## Synopsis
Le film est composé de trois segments se déroulant dans les trois plus grandes villes italiennes (Naples, Milan et Rome), tous trois interprétés par le duo Sophia Loren - Marcello Mastroianni et réalisés par Vittorio De Sica épaulé par de grands scénaristes.
Épisode Adelina de Naples
Le premier segment a été écrit par Eduardo De Filippo. L'action se déroule à Naples dans le quartier de Forcella en 1954. Adelina Sbaratti pratique la contrebande de cigarettes, tandis que son mari est chômeur et qu'elle a un enfant à charge. Comme elle n'a pas payé ses amendes, elle est menacée d'être envoyée en prison. Pour y échapper, elle a recours à une longue série de maternités, sept enfants en huit ans. Quand son mari, épuisé par tant d'enfants, ne peut plus mettre le suivant en route, elle va en prison, mais pourra en sortir avec la générosité de ses voisins et une grâce présidentielle.
L'histoire est tirée de celle de la contrebandière napolitaine Concetta Muccardi, qui pour ne pas aller en prison eut au moins dix-neuf grossesses, dont sont nés sept enfants. Cette femme a continué son activité de vendeuse de cigarettes à la sauvette jusqu'à sa mort à l'âge de soixante-dix-huit ans.
Épisode Anna de Milan
Le deuxième sketch a été écrit par Cesare Zavattini d'après la nouvelle Troppo ricca (Trop riche) d'Alberto Moravia. Il critique sur un mode sarcastique la bourgeoisie italienne. Anna, une riche désœuvrée milanaise a une liaison avec un homme de condition modeste, mais un banal accident de la route remet les pendules à l'heure et chacun retrouve sa place dans la société, la relation pseudo-amoureuse n'y résistant pas.
Épisode Mara de Rome

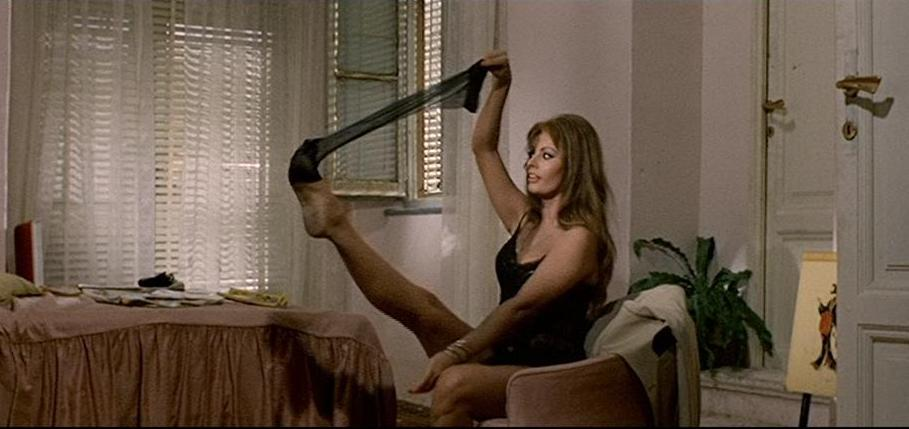
Sophia Loren dans une scène de strip-tease

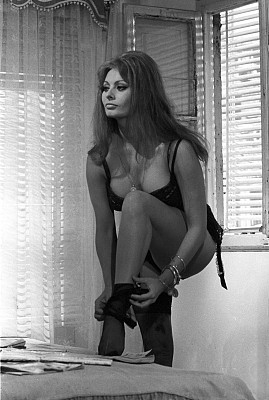
Sophia Loren dans la scène du strip-tease.

Ce dernier épisode a été écrit par Cesare Zavattini et met en scène Mara, une prostituée de grand standing qui habite à Rome à côté de la terrasse d'un séminariste. Celui-ci s'en amourache. Mara se prête au jeu, mais se rend compte de son erreur quand le jeune séminariste décide d'abandonner ses études et de mener une vie séculière.
Le strip-tease de Mara devant son client de Bologne, sur l'air Abat-jour, est resté dans les annales du cinéma. La scène inoubliable sera réécrite dans Prêt-à-Porter de Robert Altman trente années plus tard, avec une Sophia Loren toujours captivante et un Marcello Mastroianni qui cette fois ... s'endort.

## Fiche technique
- Titre : Hier, aujourd'hui et demain
- Titre original : Ieri, oggi, domani
- Réalisation : Vittorio De Sica
- Scénario :
  - Eduardo De Filippo et Isabella Quarantotti pour Adelina
  - Cesare Zavattini, Bella Billa et Lorenza Zanuso pour Anna (d'après Alberto Moravia)
  - Cesare Zavattini pour Mara
- Production : Carlo Ponti
- Costumes : Marc Bohan, Dior, pour Sophia Loren[4]
- Musique : Armando Trovajoli
- Photographie : Giuseppe Rotunno
- Montage : Adriana Novelli
- Pays d'origine :  Italie |  France
- Format : Couleurs - 2,35:1 - Mono
- Genre : Comédie, romance
- Durée : 118 minutes
- Date de sortie :
  - Italie : 21 décembre 1963
  - France : 15 mai 1964

## Distribution
- Sophia Loren : Adelina Sbaratti / Anna Molteni / Mara
- Marcello Mastroianni : Carmine Sbaratti / Renzo / Augusto Rusconi
- Aldo Giuffré : Pasquale Nardella (segment « Adelina »)
- Agostino Salvietti : Dr. Verace (segment « Adelina »)
- Lino Mattera : Amedeo Scapece (segment « Adelina »)
- Silvia Monelli : Elivira Nardella (segment « Adelina »)
- Armando Trovajoli : Giorgio Ferrario (segment « Anna »)
- Tina Pica : grand-mère Ferrario (segment « Mara »)
- Gianni Ridolfi : Umberto (segment « Mara »)

## Récompenses et distinctions
- Oscar du meilleur film en langue étrangère.

## Faux raccord
Dans le segment Mara, lors de l'empoignade entre le futur séminariste et le client de Bologne, la poignée de la valise est arrachée (100e minute environ). Dans le plan suivant, les choses sont revenues au calme, et la poignée est réparée.